# 邓埠街道
邓埠街道，是中华人民共和国江西省鹰潭市余江区下辖的一个乡镇级行政单位。原为邓埠镇。2021年3月16日，经省政府批准，撤镇设立街道，并将青年综合垦殖场管理区域划归邓埠街道管辖。以原邓埠镇行政区域和青年综合垦殖场管理区域为邓埠街道管辖范围。邓埠街道行政区划代码为360603001。
2023年3月16日，将邓埠街道的马岗村委会和中洲、磨仂洲、马鞍3个居委会划归龙岗街道管辖。

## 行政区划
邓埠街道下辖以下地区：
站前社区、四青社区、白塔社区、中洲路社区、沿河社区、建设社区、三宋村、马岗村、西畈村、仪凤村、四青良种场生活区、站前良种场生活区、蔬菜良种场生活区和倪桂管委会生活区，青年综合垦殖场。

## 交通
- 沪昆铁路：余江站